# 谷口紗耶香
谷口 紗耶香（たにぐち さやか、1986年5月9日 - ）は、日本の女性ファッションモデル。埼玉県蓮田市出身。スターレイプロダクションに所属していた。滝野川女子学園高等学校卒業。

## 略歴
1999年4月から2000年3月まで、テレビ東京系『おはスタ』のおはガールシトラスとして、末永遥・酒井彩名らと活動した。番組では木曜日を担当していた。
ローティーン向けファッション雑誌『ニコラ』や、ハイティーン向けファッション雑誌『セブンティーン』などで専属モデルとして活動（2008年3月まで）。その後、本人の意向からギャル系に転身し『Happie nuts』の専属モデルとして活動していた。

## 人物
25歳で結婚し第1子を出産したが、公表しないでいた。
2014年4月、自身のブログで娘がいることを公表。2015年4月更新のブログでは1年前に離婚しておりシングルマザーであると明かした。
2016年5月9日、自身の30歳の誕生日に再婚。同年11月に第2子男児、2019年5月に第3子女児、2022年2月に第4子男児を出産した。

## 出演

### バラエティ
- 天才てれびくん（NHK）1998年度TTKダンスプロジェクト
- おはスタ（テレビ東京）1999年度おはガール

### 映画
- 鉄道員（ぽっぽや）（1999年）- 小学6年生の佐藤雪子 役
- 恐怖学園（2001年）
- GIRLS LOVE（2009年）

### ドラマ
- 離婚疎開（1999年）
- YASHA-夜叉-（2000年）- 永江透子 役
- まぼろしのペンフレンド2001（2001年） - 伊原久美子 役 ※加藤夏希と並ぶメインヒロイン
- ビタミンF 第一章（2002年）- 高木加奈子 役
- 火曜サスペンス劇場「震える手」（日本テレビ、2003年9月30日） - 前沢ゆかり 役

### CM
- マクドナルド
- 城南建設 『住宅情報館』

### イベント
- 渋谷女祭り -St.Valentine/決戦は金曜日編-（2011年2月11日） 共／宮城舞、峯村優衣、尾崎紗代子、里見茜、秋山未来、Lie、りかちゅう、安井レイ、小田切恵子、大石一聡、佐藤歩、澤本幸秀、三輪麻未、友稀サナ、山崎麻衣、その他10名[7]

## 書籍

### 雑誌
- セブンティーン（集英社）元専属モデル
- ニコラ（新潮社）元専属モデル
- melon（祥伝社）元専属モデル
- ES POSHH!元専属モデル
- S Cawaii!元専属モデル
- Happie Nuts専属モデル